# Don't Call Me Angel
Don't Call Me Angel è un singolo delle cantanti statunitensi Ariana Grande, Miley Cyrus e Lana Del Rey, pubblicato il 13 settembre 2019 come primo estratto dalla colonna sonora Charlie's Angels: Original Motion Picture Soundtrack.

## Pubblicazione
La collaborazione fra le tre cantanti alla colonna sonora del film Charlie's Angels è stata annunciata il 27 giugno 2019. Il singolo è uscito globalmente sulle piattaforme digitali il successivo 13 settembre; è entrato in rotazione radiofonica negli Stati Uniti dal 16 settembre nelle radio adult contemporary, e dal giorno successivo nelle stazioni mainstream.

## Descrizione
Il brano è stato scritto dalle tre stesse interpreti con Alma-Sofia Miettinen, Savan Kotecha, Max Martin e Ilya Salmanzadeh, e prodotto da questi ultimi due. È composto in chiave di Re bemolle maggiore ed ha un tempo di 103 battiti per minuto.

## Promozione
Il singolo è stato cantato dal vivo per la prima volta da Miley Cyrus all'iHeart Radio Music Festival il 21 settembre 2019.

## Accoglienza
Craig Jenkins di Vulture ha scritto che il singolo "fonde stili che suonano bene da soli ma che fanno fatica a prendere forma insieme". Stacy Anderson di Pitchfork ha definito la canzone "piatta", criticandone la poca creatività. Scrivendo per il NME, Rhian Daly ha affermato che "sicuramente non è il seguito ideale della canzone per Charlie's Angels delle Destiny's Child" e che la collaborazione è "molto meno convincente".

## Video musicale
Il video musicale è stato pubblicato sul canale YouTube di Ariana Grande in concomitanza con la sua pubblicazione del singolo. Nel finale compare Elizabeth Banks nei panni di Rebekah "Bosley", il suo personaggio in Charlie's Angels. È stato girato a luglio 2019 e diretto da Hannah Lux Davis. Nel video, Ariana Grande, Miley Cyrus e Lana Del Rey interpretano delle eroine in missione, ciascuna con un carattere diverso che le contraddistingue: Ariana è la più innocente e delicata nel gruppo, con ali bianche, e comanda le altre; Miley è invece la più aggressiva e impulsiva, e prima si allena nel pugilato sul ring e poi tortura un ragazzo, legato a una sedia, ma anche provocandolo e cavalcandolo.

## Tracce
Testi e musiche di Ariana Grande, Miley Cyrus, Lana Del Rey, Savan Kotecha, Max Martin, Alma-Sofia Miettinen e Ilya Salmanzadeh.
1. Don't Call Me Angel – 3:10

## Formazione
- Ariana Grande – voce
- Miley Cyrus – voce
- Lana Del Rey – voce
- Ilya – produzione, basso, batteria, tastiere
- Max Martin – produzione, basso, batteria, tastiere
- Cory Bice – registrazione
- Jeremy Lertola – registrazione
- Sam Holland – registrazione
- John Hanes – missaggio
- Șerban Ghenea – missaggio

## Successo commerciale
Don't Call Me Angel ha debuttato alla 13ª posizione nella Billboard Hot 100 statunitense, diventando la ventesima top 20 di Ariana Grande, la quattordicesima di Miley Cyrus e la terza di Lana Del Rey. Ha venduto 26.000 copie digitali, risultando la seconda canzone più scaricata della settimana, e ha totalizzato 26,3 milioni di riproduzioni in streaming (l'11ª canzone più riprodotta) e un'audience radiofonica di 7,5 milioni di ascoltatori. La settimana seguente è scesa di 39 posizioni alla 52ª.
Il singolo ha debuttato alla 2ª posizione della Official Singles Chart britannica con 46.540 unità di vendita nella sua prima settimana, di cui 5.662 copie pure, risultando il brano più scaricato sulle piattaforme digitali della settimana e diventando la 15ª top 10 nel Regno Unito per Ariana Grande, la 5ª per Miley Cyrus, e la 4ª per Lana Del Rey.

## Classifiche

### Classifiche settimanali
| Classifica (2019) | Posizione massima |
| ----------------- | ----------------- |
| Argentina         | 82                |
| Australia         | 4                 |
| Austria           | 12                |
| Belgio (Fiandre)  | 28                |
| Belgio (Vallonia) | 23                |
| Bulgaria          | 4                 |
| Canada            | 7                 |
| Croazia           | 17                |
| Danimarca         | 22                |
| Estonia           | 4                 |
| Finlandia         | 9                 |
| Francia           | 64                |
| Germania          | 11                |
| Grecia            | 1                 |
| Irlanda           | 2                 |
| Italia            | 39                |
| Lettonia          | 3                 |
| Libano            | 12                |
| Lituania          | 3                 |
| Lussemburgo       | 3                 |
| Malaysia          | 7                 |
| Norvegia          | 13                |
| Nuova Zelanda     | 6                 |
| Paesi Bassi       | 27                |
| Polonia           | 74                |
| Portogallo        | 8                 |
| Regno Unito       | 2                 |
| Repubblica Ceca   | 3                 |
| Singapore         | 3                 |
| Slovacchia        | 3                 |
| Spagna            | 28                |
| Stati Uniti       | 13                |
| Svezia            | 25                |
| Svizzera          | 4                 |
| Ungheria          | 2                 |

### Classifiche di fine anno
| Classifica (2019) | Posizione |
| ----------------- | --------- |
| Ungheria          | 77        |